# Liste der Generalgouverneure der Salomonen

Flagge der Generalgouverneure der Salomonen

Die nachstehende Liste beinhaltet die Generalgouverneure der Salomonen ab dem Jahre 1978.
| Name                | Personendaten | Amtszeit                    |
| ------------------- | ------------- | --------------------------- |
| Sir Baddeley Devesi | 1941–2012     | 7. Juli 1978 – 7. Juli 1988 |
| Sir George Lepping  | 1947–2014     | 7. Juli 1988 – 7. Juli 1994 |
| Sir Moses Pitakaka  | 1945–2011     | 7. Juli 1994 – 7. Juli 1999 |
| Sir John Lapli      | 1955–2025     | 7. Juli 1999 – 7. Juli 2004 |
| Sir Nathaniel Waena | * 1945        | 7. Juli 2004 – 7. Juli 2009 |
| Sir Frank Kabui     | * 1946        | 7. Juli 2009 – 7. Juli 2019 |
| Sir David Vunagi    | 1950–2025     | 7. Juli 2019 – 7. Juli 2024 |
| Sir David Tiva Kapu | —             | 7. Juli 2024 – amtierend    |